# HMS Duke of Wellington (1852)
HMS Duke of Wellington – brytyjski żaglowo-parowy okręt liniowy pierwszej klasy z połowy XIX wieku. Okręt należał do pierwszych dużych jednostek wyposażonych w śrubę napędową. Podczas budowy nosił nazwę HMS „Windsor Castle”, po zwodowaniu nazwany został imieniem księcia Wellingtona. Był największym okrętem wojny krymskiej.

## Historia
HMS „Windsor Castle” został zamówiony w 1844 roku przez brytyjską Admiralicję w stoczni w Pembroke Dock jako kolejny z trójpokładowych liniowców typu Queen, budowanych według projektu Williama Symondsa, generalnego inspektora marynarki (ang.: Surveyor of the Navy) w latach 1832–1847. Po jego rezygnacji z zajmowanego stanowiska prace nad okrętem zostały przerwane we wstępnej fazie budowy i wznowione dopiero 29 sierpnia 1848 roku po wprowadzeniu zmian w projekcie. Oficjalne położenie stępki miało miejsce w maju 1849 roku.
W 1851 roku, wobec szybkiego rozwoju technologii napędu parowego, podjęto decyzję o zainstalowaniu na okręcie silnika. Wymagało to wprowadzenia znacznych zmian konstrukcyjnych, m.in. przedłużenia kadłuba o ponad dziewięć metrów. Wodowanie częściowo wyposażonego okrętu nastąpiło 14 września 1852 roku. W tym samym dniu zmarł książę Wellington, zwycięzca spod Waterloo i Royal Navy uczciła jego pamięć, nazywając na jego cześć swój najnowszy i najpotężniejszy okręt. Od 1 października 1852 roku nosił on nazwę HMS „Duke of Wellington”.
Wyposażanie jednostki zakończyło się w lutym następnego roku. Po rozpoczęciu służby okręt wszedł w kwietniu 1853 roku w skład Floty Zachodniej. W marcu 1854 roku w związku z wybuchem wojny krymskiej na Morze Bałtyckie wypłynęła eskadra okrętów Royal Navy pod dowództwem admirała Charlesa Napiera, której jednostką flagową został HMS „Duke of Wellington”. W trakcie kampanii na Bałtyku nie doszło do starć z flotą rosyjską, która całkowicie oddała panowanie na morzu, chroniąc się w umocnionych portach. Wraz z nastaniem zimy okręty brytyjskie powróciły na wody macierzyste, by popłynąć na Bałtyk w marcu i kwietniu 1855 roku. Tym razem dowódcą był kontradmirał Richard Saunders Dundas, który ponownie wybrał na swój okręt flagowy HMS „Duke of Wellington”. W dniach od 9 do 12 sierpnia 1855 roku brał udział w bombardowaniu Sveaborga. Po zakończeniu wojny krymskiej HMS „Duke of Wellington” przewodniczył 23 kwietnia 1856 roku wielkiej paradzie floty na redzie Spithead. Potem został na krótko wysłany na Morze Śródziemne i jeszcze w tym samym roku przeniesiony do rezerwy.
W krótkim okresie aktywnej służby, pomiędzy 1853 a 1856 rokiem, „Duke of Wellington” należał do największych, najsilniejszych i najnowocześniejszych okrętów świata i uważany był za szczytowe osiągnięcie budownictwa okrętowego. W tym okresie nie istniały jeszcze pełnomorskie okręty pancerne, które rozpoczęto budować, wraz z postępem techniki, od końca lat 50. Do 1863 roku okręt był utrzymywany w gotowości do szybkiej reaktywacji. W związku z gwałtownym rozwojem w dziedzinie budownictwa okrętowego HMS „Duke of Wellington” stał się jednak w tym czasie jednostką zupełnie przestarzałą, w związku z czym podjęto decyzję o przekształceniu go w hulk w Portsmouth. Dodatkowo był wykorzystywany jako okręt flagowy dowódcy portu. Przetrwał w tej roli do początku XX wieku, kiedy 12 kwietnia 1904 r. został ostatecznie sprzedany do stoczni rozbiórkowej w Charlton (podawane są też daty 1902 lub 1909 rok).

## Opis konstrukcji
HMS „Duke of Wellington” był trójpokładowym, trójmasztowym żaglowym okrętem liniowym z dodatkowym napędem śrubowym, zbudowanym z drewna z użyciem stopów żelaza w elementach konstrukcyjnych. Na jednostce zainstalowana była dwucylindrowa pozioma maszyna parowa pojedynczego rozprężania zdemontowana z przebudowanej na transportowiec wojska fregatą HMS „Simoom”, zasilana w parę z czterech kotłów płomieniówkowych i napędzająca pojedynczą śrubę okrętową. Maszyna miała moc nominalną 700 lub 780 konie parowych, natomiast w czasie prób uzyskano moc indykowaną 1979 koni parowych. W czasie żeglugi wyłącznie z wykorzystaniem żagli, śruba była odłączana od wału napędowego i wciągana do kadłuba. Spaliny z kotłowni były odprowadzane przez pojedynczy komin, który również był składany teleskopowo w razie niewykorzystywania napędu parowego.
Uzbrojenie liniowca składało się ze 131 dział różnych wagomiarów, rozmieszczonych na trzech zakrytych pokładach bateryjnych i na odkrytym pokładzie głównym. Podstawowym typem dział były armaty 32-funtowe (114 sztuk) różnych rodzajów. W dolnej i środkowej baterii większość (odpowiednio 26 i 30) stanowiły najcięższe armaty o masie 56 cetnarów (ok. 2845 kg) i długości 2,9 m (9,5 stopy), pozwalające na wyrzucanie 32-funtowych kul z największą mocą, o skutecznej donośności ok. 1800 m. W górnej zakrytej baterii przenoszone było 38 dział 32-funtowych o długości 2,44 m, a na pokładzie górnym – 20 najlżejszych 32-funtówek o masie 25 cetnarów (ok. 1270 kg) i długości ok. 1,83 m (6 stóp). Uzupełniała je jedna, ustawiona na górnym pokładzie dziobowym, ciężka armata 68-funtowa o masie 95 cetnarów (ok. 4826 kg), która dzięki ustawieniu na żelaznych torach mogła być obracana do strzału we wszystkich kierunkach. W dolnej i środkowej baterii ponadto okręt przenosił odpowiednio 10 i 6 dział haubicznych 8-calowych (rzeczywisty kaliber 204,5 mm), strzelających granatami wybuchowymi lub wydrążonymi 56-funtowymi kulami.